# Kiyoshi Nobutoki

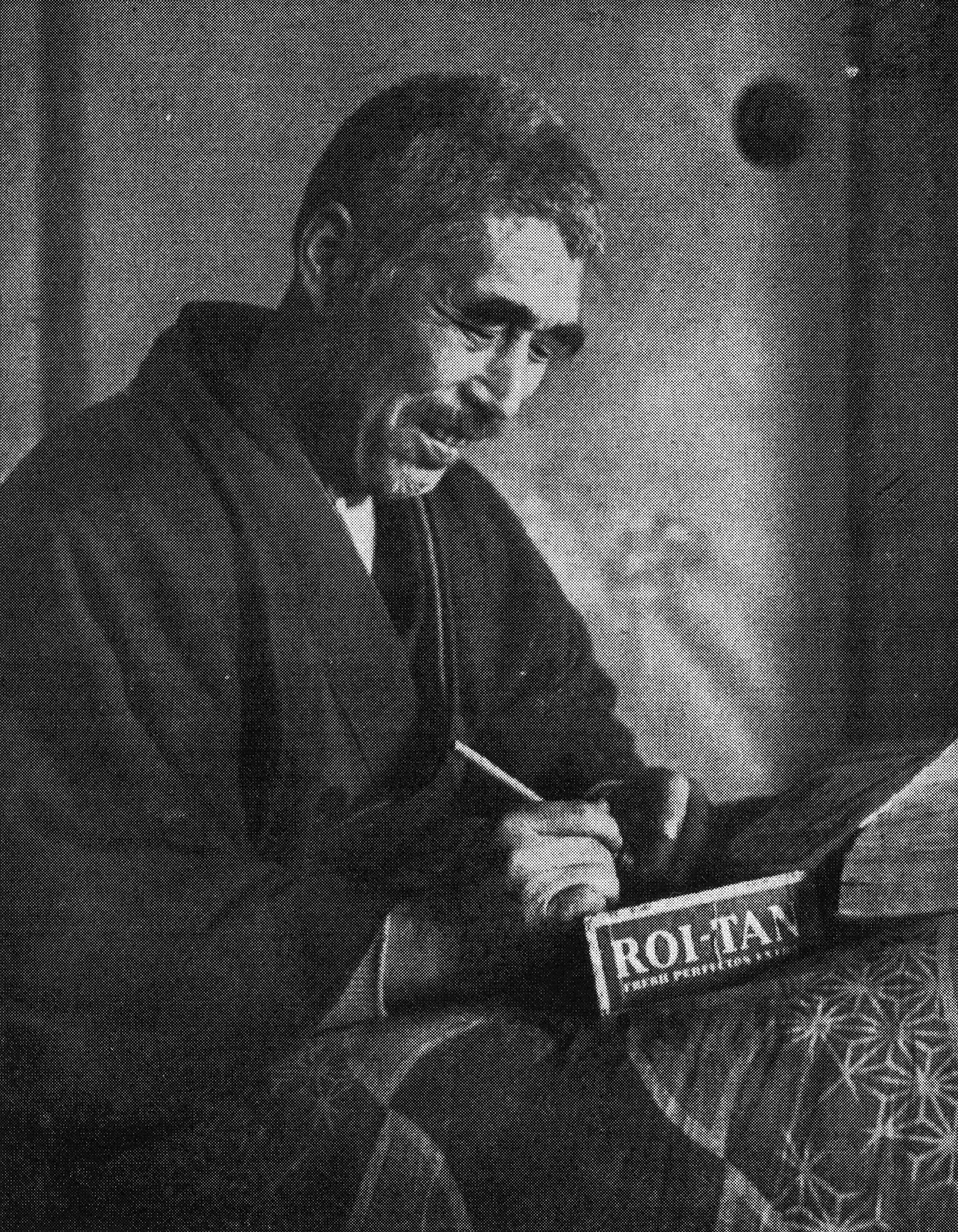
Kiyoshi Nobutoki

Kiyoshi Nobutoki (Japans: 信時 潔, Nobutoki Kiyoshi) (Osaka, 29 december 1887 – Tokio, 1 augustus 1965) was een Japans componist, muziekpedagoog en cellist.

## Levensloop
Nobutoki studeerde vanaf 1905 aan de Tokyo National University of Fine Arts and Music (東京藝術大学 Tōkyō Gei-jutsu Daigaku), nu: Tokyo University of the Arts in Tokio. De hoofdvakken waren cello, compositie, contrapunt en harmonie. Tot zijn leraren behoorde ook Heinrich Rudolf Ruyter. In 1910 heeft hij afstudeert en gaf een cello recital voor de studentenvereniging van het conservatorium. Vanaf 1912 studeerde hij verder aan dezelfde universiteit. Na zijn hoger diploma's werd hij docent aan zijn Alma Mater. Van 1920 tot 1922 kon hij met een studiebeurs van het Japanse ministerie van buitenlandse zaken compositie en cello in Europa (Duitsland onder anderen bij Georg Schumann, Frankrijk, Verenigd Koninkrijk, Zwitserland en Italië) studeren.
In 1923 werd hij tot professor benoemd en in hetzelfde jaar trouwde hij met Shirasaka Mii. In 1954 ging hij met pensioen. Tot zijn leerlingen behoren Kan'ichi Shimofusa, Kunihiko Hashimoto, Midori Hosokawa, Yoshio Hasegawa, Saburō Takata en Hajime Okumura.
Vanaf 1924 begon hij in grote omvang koormuziek, liederen en stukken voor viool en piano te schrijven. In 1942 werd hij bekroond met de "Asahi-prijs" en in 1973 werd hij onderscheiden als Person of Cultural Merit (Person of Cultural BUNKA Korosha).

## Composities

### Werken voor orkest
- 1938 Kimigayo, voor gemengd koor en strijkorkest

### Werken voor harmonieorkest
- Umi Yukaba, voor zangstem/samenzang en harmonieorkest[2]

### Vocale muziek

#### Werken voor koor
- 1911 Spring Yayoi, oud een Japans volkslied voor gemengd koor
- 1917 Hideo main, voor gemengd koor en piano
- 1923 Prince Control marriage celebration song, voor gemengd koor en 2 piano's - tekst: Tatsuyuki Takano
- Daito Bunka University Song, voor samenzang
- Gakushūin-University Song, voor samenzang
- Kanazawa University Song, voor samenzang
- Keio University School Song, voor samenzang
- Meijo University Song, voor samenzang
- Osaka Institute of Technology Song, voor samenzang
- Sara, koraalsuite voor vrouwenkoor - tekst: Tamotsu Kinoshita
- Seikei-University Song, voor samenzang
- Senshu University Song, voor samenzang
- Song of the Tokai University, voor kinderkoor - tekst: Shigeyoshi Matsumae[3]
- Tokai University Song, voor samenzang

#### Liederen
- 1911 Random thoughts, voor zangstem en piano
- 1917 Akaki crescent colors, voor zangstem en piano - tekst: Kitahara Hakushu
- 1917 Disillusioned, voor zangstem en piano - tekst: Kitahara Hakushu
- 1917 Rose Tree, voor zangstem en piano - tekst: Kitahara Hakushu
- 1924 Violet Flower, voor zangstem en piano
- 1926 Chapter five Pieces, voor zangstem en piano - tekst: Yosano Akiko
- 1933 Nightingale eggs, voor zangstem en piano
- 1937 Umi Yukaba, voor zangstem en piano - tekst: Yakamochi Ōtomo
- 1943 Sara, voor tenor en piano
  1. Tanzawa (Mountain)
  2. Azumaya no (Pavilion)
  3. Kitaaki no (Autumn in the north)
  4. Sara (Indian Tree)
  5. Karasu (Crow)
  6. Yoshikiri (The Reed-gatherer)
  7. Uranoto (Prediction)
  8. Yume (Dream)
- Der Rabe
- 1956 Military vehicle line (Song of the war chariot), voor zangstem en piano
- Hana no Iro wa, voor sopraan, tenor en piano
- Shiki (Four Seasons), vocaal suite voor twee sopranen en piano 
  1. Hana (Blossoms)
  2. Noryo (Summer Night)
  3. Aki no Tsuki (Autumn Moon)
  4. Yuki (Snow)
- Yoshikiri, voor sopraan en piano

### Kamermuziek
- 1913 Puppet, voor viool en piano
- 1920 Strijkkwartet

### Werken voor piano
- 1909 Starlight Fading
- 1917 Variationen
- 1920-1947 Variaties over een eigen thema
- 1920-1947 Ballade
- 1925 Elementary Variations "Mon"
- 1928 Wildflower Girl
- 1928 39 Piano Pieces ballad collection
- 1932 Six dance songs
- 1936 Leaf Collection

### Werken voor klavecimbel
- 1941 Folk Songs uit Kita Azuma, voor klavecimbel (of piano)
- Folksongs of North-eastern Japan
- Sansa Shigure
- Nambu Ushi-oi-uta